# 东惠街道
东惠街道，是中华人民共和国吉林省长春市二道区下辖的一个乡镇级行政单位。2023年3月17日行政区划设立。管辖范围东至远达大街、东环城路，南至长双烟铁路，西邻伊通河，北至同康路。街道驻地驻东丰路77号。行政区划代码为220105010。

## 行政区划
东惠街道下辖以下地区：
下辖东顺、东梅、英俊、泰和、同达、兴发、裕民7个社区。